# Vitali Kanevski
Pour les articles homonymes, voir Kanevski.
Vitali Evguenievitch Kanevski (en russe : Виталий Евгеньевич Каневский), né le 4 septembre 1935 à Partizansk dans l'Extrême-Orient russe, est un réalisateur, producteur et scénariste soviétique puis russe, lauréat de la Caméra d'or au Festival de Cannes. Il a reçu ce prix en 1990 pour le film Bouge pas, meurs, ressuscite. La même année, le film a remporté le prix Félix du meilleur scénario et, cinq ans plus tard, le prix du festival Stalker. Pour la suite de ce film — Une vie indépendante — Vitali remporte le prix du jury à Cannes en 1992. Il vit actuellement en France.
En 1990, il a été nommé deux fois pour le Nika du meilleur film et du meilleur réalisateur. Dans la première catégorie, il perd face au film Le Syndrome asthénique, et dans la seconde face à On ne peut pas vivre comme ça de Stanislav Govoroukhine.

## Biographie
Vitali Kanevski est né dans la ville de Partizansk, alors connue sous le nom de Soutchan. En 1960, il entre au département de mise en scène de l'Institut national de la cinématographie (VGIK) dans l'atelier de Mikhaïl Romm.
De 1966 à 1974, il purge une peine de prison pour viol, à la suite de laquelle il est qualifié de « réalisateur condamné ». Il purge sa peine dans quatre camps différents et est surnommé « le dramaturge ». En 1977, il est diplômé du VGIK (atelier d'Alexandre Stolper).
Il débute comme réalisateur avec le film Le Quatrième Secret (ru), sorti en 1976 avec Igor Dobrolyoubov (ru) au studio Belarusfilm. Depuis 1977, il travaille au studio Lenfilm. Son film suivant est Une histoire campagnarde (ru). En 1989, Kanevski écrit le scénario du film Bouge pas, meurs, ressuscite et le réalise. Le film remporte le prix de la Caméra d'or du Festival de Cannes. En 1991, il réalise la suite du film, Une vie indépendante. Ce film a également remporté le prix du jury du Festival de Cannes. En 1994, Vitali Kanevski tourne en France le film Nous, les enfants du XXe siècle. Son dernier film est KTO Bolche.

## Filmographie
- 1976 : Le Quatrième Secret (ru)[6] (По секрету всему свету)
- 1981 : Une histoire campagnarde (ru)[7] (Деревенская история)
- 1989 : Bouge pas, meurs, ressuscite (Замри-Умри-Воскресни)
- 1992 : Une vie indépendante (Самостоятельная жизнь)
- 1994 : Nous, les enfants du XXe siècle (Мы, дети 20 века) (documentaire)
- 2000 : KTO Bolche

## Récompenses
- Caméra d'or au Festival de Cannes 1990 pour Bouge pas, meurs, ressuscite
- Prix du jury au Festival de Cannes 1992 pour Une vie indépendante